# 座礁資産
座礁資産（ざしょうしさん、英語: stranded assets）とは、市場環境や社会環境が激変することにより、価値が大きく毀損する資産のことを言う。
石油、石炭、天然ガスなどの化石燃料資産は、地球温暖化への対応により二酸化炭素排出量削減をしなければならない状況となると活用できなくなり、資産価値が大きく下がると考えられている。
座礁資産をもたらす可能性が環境関連のリスク要因のいくつかは、次の通り。 
- 環境問題（例えば気候変動、自然資本の劣化）
- 資源の枯渇などのリソースの背景の変更（例えば豊富なシェールガス、リン酸不足）
- 新政府の規制（例えば炭素価格税、大気汚染規制、カーボンバブル）
- クリーンテクノロジーのコスト低下（例えば太陽光発電、風力発電、電気自動車）
- 社会規範（例えば化石燃料の売却キャンペーン）と消費者行動の進化（例えば認証制度）
- 訴訟（例えばカーボン責任）と法解釈の変更（例えば信認義務、開示要件）

化石燃料を基本としてエネルギー生産に依存する企業の評価にバブルが存在するという炭素バブルの考え方は、環境関連のリスク要因が孤立した資産をどのように作り出すかという例である。
2022年7月12日に発表された、投資家を対象とした調査によると、回答者のうち84%が、食肉・乳製品分野における気候変動対策の欠如が、座礁資産につながる可能性があると回答。また調査対象者の61％がこのリスクを「可能性が高い」とし、さらに23％が「可能性が非常に高い」としている。